# Paul Lutus
Paul Lutus (* 16. Mai 1945 in Cambridge, Massachusetts, USA) ist ein US-amerikanischer Softwareautor, Wissenschaftler, Essayist und Freizeitsegler.
Paul Lutus schrieb den „Apple Writer“, das erste Textprogramm, für den Apple II, ein Bestseller der 1980er Jahre, und Arachnophilia, ein kostenloser HTML-Editor, der mittlerweile in Java implementiert ist und daher für sehr viele Betriebssysteme zur Verfügung steht. Auf seiner Website (A playground for thinkers, eine Spielwiese für Denker) bietet er viele weitere Programme kostenlos zum Download an.
Zuvor entwickelte er elektronische Schaltungen für das NASA Space Shuttle Programm und ein mathematisches Modell des Sonnensystems, das vom Jet Propulsion Laboratory für die Viking Mars Mission benutzt wurde. 1983 wurde er durch den Reed College’s Vollum Award für seine Beiträge zur Wissenschaft und Technik geehrt, die Oregon Academy of Science ernannte ihn 1986 zum Wissenschaftler des Jahres.
Lutus ist auch bekannt für die Entwicklung einer Version von Careware (es gibt mehrere). In seiner Version sollten Leute, die irgendeines seiner freien Softwarepakete herunterladen, einen einzigartigen Preis bezahlen, nämlich weniger weinerlich zu sein und das Leben zuversichtlicher anzugehen – zumindest für eine Weile. Einige seiner Besucher finden die Idee bezaubernd, andere irgendwie naiv. Inzwischen neigt er selbst angesichts der Entwicklung des Internets eher zum Letzteren.
Zwischen 1988 und 1991 segelte Lutus in seinem 31-Fuß-Segelboot allein um die Welt. Sein Buch über diese Reise, Confessions of a Long-Distance Sailor (Bekenntnisse eines Langstreckenseglers), kann kostenlos von seiner Internet-Seite heruntergeladen werden. Die Essays decken ein weites Spektrum an Themen ab und beschäftigen sich häufig mit typisch modernen (amerikanischen) Phänomenen, etwa Narzissmus, Lebenstüchtigkeit, Konsumterror usw. Obwohl er selbst eine positive Grundhaltung pflegt, scheint er von der amerikanischen Gesellschaft und deren Werten bitter enttäuscht zu sein und kaum Hoffnung auf Besserung zu haben.